# Bassens (Savoie)
Bassens település Franciaországban, Savoie megyében. Lakosainak száma 5118 fő (2022. január 1.). Bassens Barberaz, Chambéry és Saint-Alban-Leysse községekkel határos.

## Népesség
A település népességének változása:
| Lakosok száma | 3937 | 3998 | 4468 | 4466 | 4625 | 4785 | 5063 | 5136 | 5118 |
|               | 2013 | 2015 | 2016 | 2017 | 2018 | 2019 | 2020 | 2021 | 2022 |